# Neoplax crassipes
Neoplax crassipes är en ormstjärneart som beskrevs av Jean Baptiste François René Koehler 1922. Neoplax crassipes ingår i släktet Neoplax och familjen skinnormstjärnor. Inga underarter finns listade i Catalogue of Life.